# Trigonistis asthenopa
Trigonistis asthenopa là một loài bướm đêm trong họ Erebidae.